# Jierstivaara
Jierstivaara är ett berg i Finland. Det ligger i Enontekis i landskapet Lappland, i den norra delen av landet, 900 km norr om huvudstaden Helsingfors. Toppen på Jierstivaara är 631 meter över havet.
Terrängen runt Jierstivaara är huvudsakligen platt, men den allra närmaste omgivningen är kuperad.  Trakten runt Jierstivaara är nära nog obefolkad, med mindre än två invånare per kvadratkilometer. Omgivningarna runt Jierstivaara är i huvudsak ett öppet busklandskap.